# Утрехтски университет
Утрехтският университет (на нидерландски: Universiteit Utrecht) е един от най-старите университети в Холандия и един от най-големите в света. Университетът е създаден през 1636 г., а през 2016 г. в университета се обучават 29 425 студенти и работят 8614 преподаватели и служители. През 2011 г. са публикувани 485 докторски степени и 7773 научни публикации от изследователи и студенти. Бюджетът на университета за 2013 г. е 765 милиона евро.